# Сірохвіст еквадорський

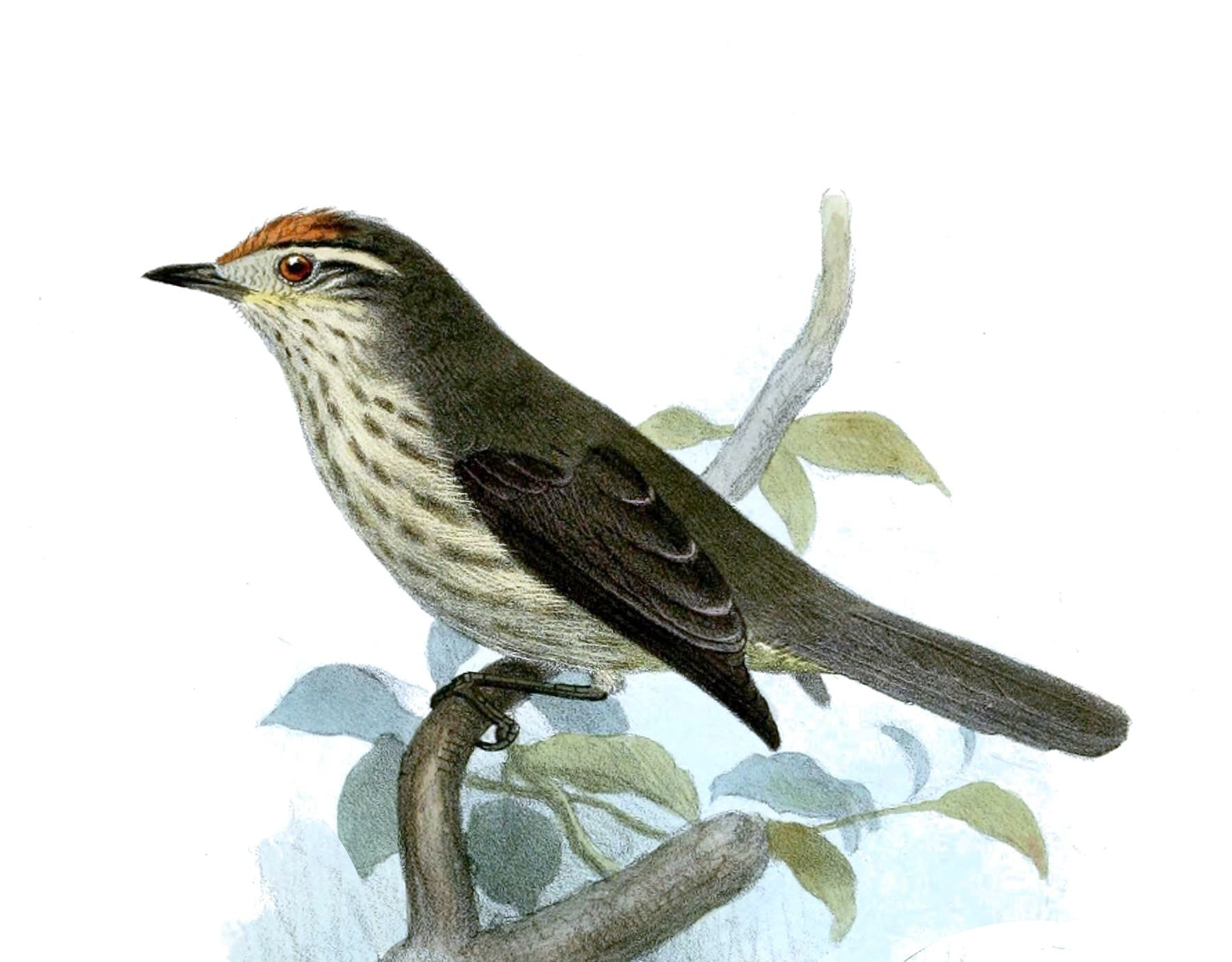
Еквадорський сірохвіст

Сірохві́ст еквадорський (Xenerpestes singularis) — вид горобцеподібних птахів родини горнерових (Furnariidae). Мешкає в Еквадорі і Перу.

## Поширення і екологія
Еквадорські сірохвости мешкають на східних схилах Анд в Еквадорі (на південь від Напо) та на півночі Перу (на південь до Кахамарки і Сан-Мартіна). Вони живуть в кронах вологих гірських тропічних лісів і на узліссях. Зустрічаються на висоті від 1000 до 1700 м над рівнем моря.

## Збереження
МСОП класифікує цей вид як близький до загрозливого. Еквадорським сірохвостам загрожує знищення природного середовища.